# ليا مينا باريتو
ليا مينا باريتو (بالبرتغالية: Lia Menna Barreto‏) هي رسامة برازيلية، ولدت في 1959 في ريو دي جانيرو في البرازيل.